# Ermitage Saint-Michel-Archange
L'ermitage Saint-Michel-Archange (italien : Eremo di San Michele Arcangelo) est un ermitage catholique situé dans la commune de Pescocostanzo, dans la Province de L'Aquila et la région des Abruzzes, en Italie.